# Србија на Летњим олимпијским играма 2016.
Србија је учествовала на Летњим олимпијским играма 2016. које су одржане у Рио де Жанеиру (Бразил) од 5. до 21. августа 2016. године. Било је то њено 3. учешће као самосталне земље на ЛОИ.
Србију је у Рију представљало укупно 103 такмичара у 14 спортова, односно 58 мушкараца и 45 жена. Националну заставу на свечаној церемонији отварања Игара носила је стрелкиња Ивана Анђушић Максимовић, а на затварању Игара освајачица сребрне медаље у теквондоу Тијана Богдановић. Укупно је освојено 8 медаља у 7 спортова, а 54 такмичара (52% послатих) је допринело освајању медаља.
На играма у Рију су спортисти из Србије дебитовали у крос кантри бициклизму, а први пут су након распада Југославије освојили медаље у рвању, атлетици, кајаку, у женским конкуренцијама у одбојци и кошарци, док су први пут постали олимпијски шампиони у рвању и ватерполу.

## Освајачи медаља

### Злато
- Давор Штефанек — Рвање, грчко-римски стил до 66кг
- Ватерполо репрезентација Србије

### Сребро
- Тијана Богдановић — Теквондо, до 49кг
- Марко Томићевић, Миленко Зорић — Кајак и кану, К-2 1.000 м
- Женска одбојкашка репрезентација Србије
- Кошаркашка репрезентација Србије

### Бронза
- Ивана Шпановић — Скок у даљ
- Женска кошаркашка репрезентација Србије

## Учесници по спортовима
| Спорт        | Мушкарци | Жене | Укупно |
| ------------ | -------- | ---- | ------ |
| Атлетика     | 7        | 5    | 12     |
| Бициклизам   | 1        | 1    | 2      |
| Ватерполо    | 13       | 0    | 13     |
| Веслање      | 4        | 0    | 4      |
| Кајак и кану | 6        | 4    | 10     |
| Кошарка      | 12       | 12   | 24     |
| Одбојка      | 0        | 12   | 12     |
| Пливање      | 2        | 2    | 4      |
| Рвање        | 3        | 0    | 3      |
| Стони тенис  | 1        | 0    | 1      |
| Стрељаштво   | 5        | 4    | 9      |
| Теквондо     | 0        | 2    | 2      |
| Тенис        | 3        | 3    | 6      |
| Џудо         | 1        | 0    | 1      |
| 14 спортова  | 58       | 45   | 103    |

## Атлетика
Мушкарци
Тркачке дисциплине
| Атлетичар          | Дисциплина    | Лични рекорд | Квалификације | Квалификације | Полуфинале       | Полуфинале       | Финале           | Финале           | Детаљи |
| Атлетичар          | Дисциплина    | Лични рекорд | Рез.          | Плас.         | Рез.             | Плас.            | Рез.             | Плас.            | Детаљи |
| ------------------ | ------------- | ------------ | ------------- | ------------- | ---------------- | ---------------- | ---------------- | ---------------- | ------ |
| Ненад Филиповић    | Ходање 50 км  | 3:57:22      | Н/Д           | Н/Д           | Н/Д              | Н/Д              | 4:25:41          | 46. / 49 (80)    |        |
| Предраг Филиповић  | Ходање 50 км  | 3:57:22      | Н/Д           | Н/Д           | Н/Д              | Н/Д              | 4:39:48          | 49. / 49 (80)    |        |
| Владимир Савановић | Ходање 50 км  | 3:59:11      | Н/Д           | Н/Д           | Н/Д              | Н/Д              | 4:15:53          | 42. / 49 (80)    |        |
| Милан Ристић       | 110 м препоне | 13,37 НР     | 13,66         | 6. у гр.5     | Није се пласирао | Није се пласирао | Није се пласирао | 24. / 36 (40)    |        |
| Анђелко Ристичевић | Маратон       | 2:25:51      | Н/Д           | Н/Д           | Н/Д              | Н/Д              | 2:30:17          | 119. / 140 (155) |        |

Техничке дисциплине
| Атлетичар       | Дисциплина   | Лични рекорд | Квалификације | Квалификације | Финале           | Финале   | Детаљи |
| Атлетичар       | Дисциплина   | Лични рекорд | Резултат      | Пласман       | Резултат         | Пласман  | Детаљи |
| --------------- | ------------ | ------------ | ------------- | ------------- | ---------------- | -------- | ------ |
| Асмир Колашинац | Бацање кугле | 21,58        | 20,16         | 8. у гр. Б    | Није се пласирао | 15. / 34 |        |

Десетобој
| Атлетичар    | Дисциплине   | 100 м | Даљ  | Кугла | Вис  | 400 м | 110П  | Диск  | Мотка | Копље | 1.500 м | Укупно                 | Пласман                |
| ------------ | ------------ | ----- | ---- | ----- | ---- | ----- | ----- | ----- | ----- | ----- | ------- | ---------------------- | ---------------------- |
| Михаил Дудаш | Лични рекорд | 10,67 | 7,63 | 14,24 | 2,04 | 47,47 | 14,59 | 43,31 | 4,90  | 46,75 | 4:24,30 | 8.275 НР               |                        |
| Михаил Дудаш | Резултат     | 10.83 | 7,29 | 14,23 | 2,04 | 49.13 | 14.65 | 43,27 | 4,60  | −     | −       | Није завршио такмичење | Није завршио такмичење |
| Михаил Дудаш | Бодова       | 899   | 883  | 742   | 840  | 855   | 892   | 731   | 790   | −     | −       | Није завршио такмичење | Није завршио такмичење |

Жене
Tркачке дисциплине
| Атлетичарка    | Дисциплина | Лични рекорд | Квалификације | Квалификације | Полуфинале        | Полуфинале        | Финале             | Финале             | Детаљи |
| Атлетичарка    | Дисциплина | Лични рекорд | Рез.          | Плас.         | Рез.              | Плас.             | Рез.               | Плас.              | Детаљи |
| -------------- | ---------- | ------------ | ------------- | ------------- | ----------------- | ----------------- | ------------------ | ------------------ | ------ |
| Оливера Јевтић | Маратон    | 2:25:23 НР   | Н/Д           | Н/Д           | Н/Д               | Н/Д               | Није завршила трку | Није завршила трку |        |
| Тамара Салашки | 400 м      | 51,89 НР     | 52,70         | 3. у гр. 2    | Није се пласирала | Није се пласирала | Није се пласирала  | 37. / 57           |        |
| Амела Терзић   | 800 м      | 1:59,90 НР   | 2:00,99       | 2. у гр. 1 КВ | 2:03,81           | 7. у гр. 3.       | Није се пласирала  | 23. / 64 (65)      |        |
| Амела Терзић   | 1.500 м    | 4:04,77 НР   | 4:15.17       | 19. у гр. 1   | Није се пласирала | Није се пласирала | Није се пласирала  | 34. / 41 (42)      |        |

Техничке дисциплине
| Атлетичарка       | Дисциплина   | Лични рекорд | Квалификације | Квалификације | Финале            | Финале        | Детаљи |
| Атлетичарка       | Дисциплина   | Лични рекорд | Резултат      | Пласман       | Резултат          | Пласман       |        |
| Ивана Шпановић    | Скок удаљ    | 7,02 НР      | 6,87          | 1. у гр. А КВ | 7,08 НР           |               |        |
| Драгана Томашевић | Бацање диска | 63,63 НР     | 57,67         | 11. у гр. 1   | Није се пласирала | 19. / 32 (34) |        |

## Бициклизам
Друмски бициклизам
| Бициклиста  | Дисциплина   | Време             | Позиција          |
| ----------- | ------------ | ----------------- | ----------------- |
| Иван Стевић | друмска трка | Није завршио трку | Није завршио трку |

Планински бициклизам
| Бициклисткиња    | Дисциплина  | Резултат | Пласман |
| ---------------- | ----------- | -------- | ------- |
| Јована Црногорац | Крос кантри | -2 круга | 27.     |

## Ватерполо
- Мушка ватерполо репрезентација (13 играча) квалификовала се на Олимпијске игре као победник завршног турнира светке лиге за 2015. годину.[7]

Састав репрезентације
| №  | Име                   | Поз. | Висина | Тежина | Датум рођења       | Клуб у 2016.   |
| -- | --------------------- | ---- | ------ | ------ | ------------------ | -------------- |
| 1  | Гојко Пијетловић      | Г    | 1,94 м | 92 кг  | 7. август 1983.    | ВК Орадеа      |
| 2  | Душан Мандић          | О    | 2,02 м | 96 кг  | 16. јун 1994.      | ВК Про Реко    |
| 3  | Живко Гоцић (капитен) | О    | 1,93 м | 91 кг  | 22. август 1982.   | ВК Солнок      |
| 4  | Сава Ранђеловић       | ЦБ   | 1,93 м | 93 кг  | 17. јул 1993.      | ВК Бреша       |
| 5  | Милош Ћук             | О    | 1,91 м | 91 кг  | 21. децембар 1990. | ВК Егер        |
| 6  | Душко Пијетловић      | Н    | 1,92 м | 91 кг  | 25. април 1985.    | ВК Про Реко    |
| 7  | Слободан Никић        | Н    | 1,97 м | 96 кг  | 25. јануар 1983.   | ВК Орвушегетем |
| 8  | Милан Алексић         | ЦБ   | 1,93 м | 93 кг  | 13. мај 1986.      | ВК Солнок      |
| 9  | Никола Јакшић         | ЦБ   | 1,97 м | 90 кг  | 17. јануар 1997.   | ВК Партизан    |
| 10 | Филип Филиповић       | О    | 1,96 м | 93 кг  | 2. мај 1987.       | ВК Про Реко    |
| 11 | Андрија Прлаиновић    | О    | 1,87 м | 91 кг  | 28. април 1988.    | ВК Солнок      |
| 12 | Стефан Митровић       | О    | 1,95 м | 91 кг  | 29. март 1988.     | ВК Ференцварош |
| 13 | Бранислав Митровић    | Г    | 2,01 м | 96 кг  | 30. јануар 1985.   | ВК Егер        |

Селектор: Дејан Савић

### Групна фаза такмичења
| 6. август 2016. 09:00 | Извештај | Србија                                       | 13 : 13 | Мађарска    | Марија Ленк центар, Рио де Жанеиро Судије: Адријан Александреску , Радослав Коружна |
| 6. август 2016. 09:00 | Извештај | Резултати по четвртинама: 3:5, 3:4, 3:2, 4:2 |         |             | Марија Ленк центар, Рио де Жанеиро Судије: Адријан Александреску , Радослав Коружна |
| 6. август 2016. 09:00 | Извештај | Филиповић 3                                  | Стрелци | Хошњански 3 | Марија Ленк центар, Рио де Жанеиро Судије: Адријан Александреску , Радослав Коружна |

| 8. август 2016. 12:00 | Извештај | Србија                                       | 9 : 9   | Грчка      | Марија Ленк центар, Рио де Жанеиро Судије: Марк Коганов , Џосеф Пила |
| 8. август 2016. 12:00 | Извештај | Резултати по четвртинама: 1:2, 0:2, 4:3, 4:2 |         |            | Марија Ленк центар, Рио де Жанеиро Судије: Марк Коганов , Џосеф Пила |
| 8. август 2016. 12:00 | Извештај | Филиповић 2                                  | Стрелци | Фунтулис 4 | Марија Ленк центар, Рио де Жанеиро Судије: Марк Коганов , Џосеф Пила |

| 10. август 2016. 19:30 | Извештај | Бразил                                       | 6 : 5   | Србија       | Марија Ленк центар, Рио де Жанеиро Судије: Банжаман Мерсие , Ни Ши Веи |
| 10. август 2016. 19:30 | Извештај | Резултати по четвртинама: 0:2, 3:1, 2:0, 1:2 |         |              | Марија Ленк центар, Рио де Жанеиро Судије: Банжаман Мерсие , Ни Ши Веи |
| 10. август 2016. 19:30 | Извештај | Врлић 2                                      | Стрелци | пет играча 1 | Марија Ленк центар, Рио де Жанеиро Судије: Банжаман Мерсие , Ни Ши Веи |

| 12. август 2016. 22:10 | Извештај | Србија                                       | 10 : 8  | Аустралија | Марија Ленк центар, Рио де Жанеиро Судије: Адријан Александреску , Франсеск Бос |
| 12. август 2016. 22:10 | Извештај | Резултати по четвртинама: 2:2, 2:3, 2:1, 4:2 |         |            | Марија Ленк центар, Рио де Жанеиро Судије: Адријан Александреску , Франсеск Бос |
| 12. август 2016. 22:10 | Извештај | три играча 2                                 | Стрелци | Котерил 2  | Марија Ленк центар, Рио де Жанеиро Судије: Адријан Александреску , Франсеск Бос |

| 14. август 2016. 14:10 | Извештај | Србија                                       | 12 : 8  | Јапан   | Олимпијски стадион за водене спортове ,Рио де Жанеиро Судије: Ненад Перис , Банжаман Мерсие |
| 14. август 2016. 14:10 | Извештај | Резултати по четвртинама: 2–5, 3–0, 4–2, 3–1 |         |         | Олимпијски стадион за водене спортове ,Рио де Жанеиро Судије: Ненад Перис , Банжаман Мерсие |
| 14. август 2016. 14:10 | Извештај | Филиповић 6                                  | Стрелци | Такеи 5 | Олимпијски стадион за водене спортове ,Рио де Жанеиро Судије: Ненад Перис , Банжаман Мерсие |

| Репрезентација | ОУ | П | Н | И | ДГ | ПГ | РГ  | Бод |
| -------------- | -- | - | - | - | -- | -- | --- | --- |
| Мађарска       | 5  | 2 | 3 | 0 | 57 | 43 | +14 | 7   |
| Грчка          | 5  | 2 | 2 | 1 | 41 | 40 | +1  | 6   |
| Бразил         | 5  | 3 | 0 | 2 | 40 | 39 | +1  | 6   |
| Србија         | 5  | 2 | 2 | 1 | 49 | 44 | +5  | 6   |
| Аустралија     | 5  | 2 | 1 | 2 | 44 | 40 | +4  | 5   |
| Јапан          | 5  | 0 | 0 | 5 | 36 | 61 | -25 | 0   |

### Четвртфинале
| 16. август 2016. 12:20 | Извештај | Србија                                       | 10 : 7  | Шпанија  | Олимпијски стадион за водене спортове ,Рио де Жанеиро Судије: Радослав Коружна , Даниел Флахајв |
| 16. август 2016. 12:20 | Извештај | Резултати по четвртинама: 3–1, 4–2, 0–2, 3–2 |         |          | Олимпијски стадион за водене спортове ,Рио де Жанеиро Судије: Радослав Коружна , Даниел Флахајв |
| 16. август 2016. 12:20 | Извештај | Мандић 4                                     | Стрелци | Молина 3 | Олимпијски стадион за водене спортове ,Рио де Жанеиро Судије: Радослав Коружна , Даниел Флахајв |

### Полуфинале
| 18. август 2016. 16:30 | Извештај | Србија                                       | 10 : 8  | Италија      | Олимпијски стадион за водене спортове ,Рио де Жанеиро Судије: Георгиос Ставридис , Даниел Флахајв |
| 18. август 2016. 16:30 | Извештај | Резултати по четвртинама: 3–0, 3–2, 1–0, 3–6 |         |              | Олимпијски стадион за водене спортове ,Рио де Жанеиро Судије: Георгиос Ставридис , Даниел Флахајв |
| 18. август 2016. 16:30 | Извештај | три играча 2                                 | Стрелци | три играча 2 | Олимпијски стадион за водене спортове ,Рио де Жанеиро Судије: Георгиос Ставридис , Даниел Флахајв |

### Финале
| 20. август 2016. 17:50 | Извештај | Србија                                       | 11 : 7  | Хрватска | Олимпијски стадион за водене спортове ,Рио де Жанеиро Судије: Геогриос Ставридис , Питер Молнар |
| 20. август 2016. 17:50 | Извештај | Резултати по четвртинама: 3–2, 3–1, 3–2, 2–2 |         |          | Олимпијски стадион за водене спортове ,Рио де Жанеиро Судије: Геогриос Ставридис , Питер Молнар |
| 20. август 2016. 17:50 | Извештај | Мандић 4                                     | Стрелци | Сукно 3  | Олимпијски стадион за водене спортове ,Рио де Жанеиро Судије: Геогриос Ставридис , Питер Молнар |

## Веслање
Мушкарци
| Веслачи                         | Дисциплина           | Квалификације | Квалификације | Репесаж | Репесаж | Полуфинале | Полуфинале | Финале            | Финале            | Б финале | Б финале |
| Веслачи                         | Дисциплина           | Време         | Плас.         | Време   | Плас.   | Време      | Плас.      | Време             | Плас.             | Време    | Плас.    |
| ------------------------------- | -------------------- | ------------- | ------------- | ------- | ------- | ---------- | ---------- | ----------------- | ----------------- | -------- | -------- |
| Ненад Беђик Милош Васић         | Двојац без кормилара | Без пласмана* | Без пласмана* | 6:34.52 | 2       | 6:31.00    | 9/12       | Нису се пласирали | Нису се пласирали | 7:04.71  | 10.      |
| Марко Марјановић Андрија Шљукић | Дубл скул            | 7:07.29       | 4. Р          | 6:20.62 | 3       | 6:27.00    | 10/12      | Нису се пласирали | Нису се пласирали | 7:03.13  | 10.      |

Напомена: Васић и Беђик су доживели незгоду на стази и њихов чамац се преврнуо. Након уложене жалбе на нерегуларне услове на стази Светска веслачка федерација им је дозволила учешће у трци репесажа.

## Кајак и кану

### Кајак и кану на мирним водама
Мушкарци
| Кајакаш                                                      | Дисциплина  | Група    | Група | Полуфинале | Полуфинале | Финале           | Финале           | Б финале | Б финале |
| Кајакаш                                                      | Дисциплина  | Време    | Место | Време      | Место      | Време            | Место            | Време    | Место    |
| ------------------------------------------------------------ | ----------- | -------- | ----- | ---------- | ---------- | ---------------- | ---------------- | -------- | -------- |
| Марко Новаковић                                              | К-1 200 м   | 34.938   | 3 КВ  | 34.778     | 5 КВ       | Није се пласирао | Није се пласирао | 37.415   | 13.      |
| Дејан Пајић                                                  | К-1 1.000 м | 3:36.884 | 4 КВ  | 3:48.158   | 8 КВ       | Није се пласирао | Није се пласирао | 3:40.502 | 15.      |
| Небојша Грујић Марко Новаковић                               | К-2 200 м   | 31.776   | 2 КВ  | 32.513     | 3 КВ       | 32.656           | 6.               |          |          |
| Марко Томићевић Миленко Зорић                                | К-2 1.000 м | 3:15.298 | 1 КВ  |            |            | 3:10.969         |                  |          |          |
| Марко Томићевић Миленко Зорић Дејан Пајић Владимир Торубаров | К-4 1.000 м | 3:05.272 | 6 КВ  | 2:59.636   | 3 КВ       | 3:10.241         | 8.               |          |          |

Жене
| Кајакаш                                                                  | Дисциплина | Група    | Група | Полуфинале | Полуфинале | Финале            | Финале            | Б финале | Б финале |
| Кајакаш                                                                  | Дисциплина | Време    | Место | Време      | Место      | Време             | Место             | Време    | Место    |
| ------------------------------------------------------------------------ | ---------- | -------- | ----- | ---------- | ---------- | ----------------- | ----------------- | -------- | -------- |
| Оливера Молдован                                                         | К-1 200 м  | 43.339   | 5 КВ  | 42.123     | 7          | Није се пласирала | Није се пласирала |          |          |
| Далма Ружичић Бенедек                                                    | К-1 500 м  | 1:54.048 | 5 КВ  | 1:57.294   | 3 КВ       | 1:55.095          | 7.                |          |          |
| Николина Молдован Милица Старовић                                        | К-2 500 м  | 1:46.410 | 5 КВ  | 1:46.008   | 6 КВ       |                   |                   | 1:48.146 | 10.      |
| Николина Молдован Оливера Молдован Далма Ружичић Бенедек Милица Старовић | К-4 500 м  | 1:39.316 | 7 КВ  | 1:38.398   | 5 КВ       |                   |                   | 1:42.818 | 14.      |

## Кошарка

### Мушки турнир
- Мушка кошаркашка репрезентација Србије (12 играча) пласирала се на Олимпијски турнир као победник једног од три квалификациона турнира.[9]

Састав репрезентације
Групна фаза
| 6. август 2016. 22:30 | Извештај | Венецуела                                                     | 62 : 86 | Србија                           | Кариока арена 1, Рио де Жанеиро Гледаоци: 5,063 Судије: Христос Христодулу , Дуан Зу , Роберто Васкез |  |
| 6. август 2016. 22:30 | Извештај | Четвртине: 14–18, 9–26, 18–24, 21–18                          |         |                                  | Кариока арена 1, Рио де Жанеиро Гледаоци: 5,063 Судије: Христос Христодулу , Дуан Зу , Роберто Васкез |  |
| 6. август 2016. 22:30 | Извештај | Поени: Еценике 12 Скокови: Колменарес 6 Асистенције: Варгас 5 |         | Богдановић 19 Штимац 9 Недовић 4 | Кариока арена 1, Рио де Жанеиро Гледаоци: 5,063 Судије: Христос Христодулу , Дуан Зу , Роберто Васкез |  |

| 8. август 2016. 14:15 | Извештај | Србија                                                           | 80 : 95 | Аустралија                     | Кариока арена 1, Рио де Жанеиро Гледаоци: 5,409 Судије: Кристиано Марањо , Борис Рижик , Гиљерме Локатели |  |
| 8. август 2016. 14:15 | Извештај | Четвртине: 23–26, 20–14, 20–22, 17–33                            |         |                                | Кариока арена 1, Рио де Жанеиро Гледаоци: 5,409 Судије: Кристиано Марањо , Борис Рижик , Гиљерме Локатели |  |
| 8. август 2016. 14:15 | Извештај | Поени: Радуљица 25 Скокови: Богдановић 8 Асистенције: Марковић 4 |         | Милс 26 Богут 12 Делаведова 13 | Кариока арена 1, Рио де Жанеиро Гледаоци: 5,409 Судије: Кристиано Марањо , Борис Рижик , Гиљерме Локатели |  |

| 10. август 2016. 15:30 | Извештај | Француска                                               | 76 : 75 | Србија                         | Кариока арена 1, Рио де Жанеиро Гледаоци: 6,901 Судије: Борис Рижик , Олегс Латишевс , Стивен Сејбел |  |
| 10. август 2016. 15:30 | Извештај | Четвртине: 26–17, 14–19, 17–24, 19–15                   |         |                                | Кариока арена 1, Рио де Жанеиро Гледаоци: 6,901 Судије: Борис Рижик , Олегс Латишевс , Стивен Сејбел |  |
| 10. август 2016. 15:30 | Извештај | Поени: де Коло 22 Скокови: Дијао 9 Асистенције: Дијао 9 |         | Радуљица 16 Јокић 7 Теодосић 9 | Кариока арена 1, Рио де Жанеиро Гледаоци: 6,901 Судије: Борис Рижик , Олегс Латишевс , Стивен Сејбел |  |

| 12. август 2016. 19:00 | Извештај | Сједињене Државе                                               | 94 : 91 | Србија                      | Кариока арена 1, Рио де Жанеиро Гледаоци: 11,413 Судије: Стивен Сејбел , Гиљерме Локатели , Пјотр Пастушак |  |
| 12. август 2016. 19:00 | Извештај | Четвртине: 27–15, 23–26, 22–21, 22–29                          |         |                             | Кариока арена 1, Рио де Жанеиро Гледаоци: 11,413 Судије: Стивен Сејбел , Гиљерме Локатели , Пјотр Пастушак |  |
| 12. август 2016. 19:00 | Извештај | Поени: Ирвинг 15 Скокови: Џорџ 9 Асистенције: Ирвинг, Казинс 5 |         | Јокић 25 Јокић 6 Теодосић 6 | Кариока арена 1, Рио де Жанеиро Гледаоци: 11,413 Судије: Стивен Сејбел , Гиљерме Локатели , Пјотр Пастушак |  |

| 14. август 2016. 22:30 | Извештај | Србија                                                                  | 94 : 60 | Кина                      | Кариока арена 1, Рио де Жанеиро Гледаоци: 7,367 Судије: Хуан Гарсиа , Гиљерме Локатели , Ан Панта |  |
| 14. август 2016. 22:30 | Извештај | Четвртине: 24–18, 19–10, 35–15, 16–17                                   |         |                           | Кариока арена 1, Рио де Жанеиро Гледаоци: 7,367 Судије: Хуан Гарсиа , Гиљерме Локатели , Ан Панта |  |
| 14. август 2016. 22:30 | Извештај | Поени: Богдановић 19 Скокови: Јокић 7 Асистенције: Марковић, Теодосић 5 |         | Цјанљан 20 Ванг 8 Ајљуњ 8 | Кариока арена 1, Рио де Жанеиро Гледаоци: 7,367 Судије: Хуан Гарсиа , Гиљерме Локатели , Ан Панта |  |

| Репрезентација | Ут | Поб | Изг | К+  | К-  | КР   | Б  |
| -------------- | -- | --- | --- | --- | --- | ---- | -- |
| САД            | 5  | 5   | 0   | 524 | 407 | +117 | 10 |
| Аустралија     | 5  | 4   | 1   | 444 | 368 | +76  | 9  |
| Француска      | 5  | 3   | 2   | 423 | 378 | +45  | 8  |
| Србија         | 5  | 2   | 3   | 426 | 387 | +39  | 7  |
| Венецуела      | 5  | 1   | 4   | 315 | 444 | -129 | 6  |
| Кина           | 5  | 0   | 5   | 122 | 318 | -148 | 5  |

### Четвртфинале
| 17. август 2016. 22:15 | Извештај | Хрватска                                                      | 83 : 86 | Србија                                 | Кариока арена 1, Рио де Жанеиро Гледаоци: 9,027 Судије: Хуан Гарсиа , Борис Рижик , Роберто Васкез |  |
| 17. август 2016. 22:15 | Извештај | Четвртине: 19–20, 19–12, 14–34, 31–20                         |         |                                        | Кариока арена 1, Рио де Жанеиро Гледаоци: 9,027 Судије: Хуан Гарсиа , Борис Рижик , Роберто Васкез |  |
| 17. август 2016. 22:15 | Извештај | Поени: Богдановић 28 Скокови: Планинић 9 Асистенције: Симон 5 |         | Богдановић 18 три играча 4 Теодосић 10 | Кариока арена 1, Рио де Жанеиро Гледаоци: 9,027 Судије: Хуан Гарсиа , Борис Рижик , Роберто Васкез |  |

### Полуфинале
| 19. август 2016. 19:00 | Извештај | Србија                                                       | 87 : 61 | Аустралија                      | Кариока арена 1, Рио де Жанеиро Гледаоци: 9,655 Судије: Стивен Сејбел , Роберт Лотемоза , Олег Латишевс |  |
| 19. август 2016. 19:00 | Извештај | Четвртине: 16–5, 19–9, 31–24, 21–23                          |         |                                 | Кариока арена 1, Рио де Жанеиро Гледаоци: 9,655 Судије: Стивен Сејбел , Роберт Лотемоза , Олег Латишевс |  |
| 19. август 2016. 19:00 | Извештај | Поени: Теодосић 22 Скокови: Јокић 11 Асистенције: Теодосић 5 |         | Милс, Мотум 13 Бејнс 8 Брокоф 4 | Кариока арена 1, Рио де Жанеиро Гледаоци: 9,655 Судије: Стивен Сејбел , Роберт Лотемоза , Олег Латишевс |  |

### Финале
| 21. август 2016. 15:45 | Извештај | Сједињене Државе                                         | 96 : 66 | Србија                          | Кариока арена 1, Рио де Жанеиро Судије: Хосе Рејес , Борис Рижик , Хуан Гарсиа |  |
| 21. август 2016. 15:45 | Извештај | Четвртине: 19–15, 33–14, 27–14, 17-23                    |         |                                 | Кариока арена 1, Рио де Жанеиро Судије: Хосе Рејес , Борис Рижик , Хуан Гарсиа |  |
| 21. август 2016. 15:45 | Извештај | Поени: Дурант 30 Скокови: Казинс 15 Асистенције: Лаури 5 |         | Недовић 14 Јокић 4 три играча 3 | Кариока арена 1, Рио де Жанеиро Судије: Хосе Рејес , Борис Рижик , Хуан Гарсиа |  |

### Женски турнир
- Женска кошаркашка репрезентација Србије (12 играчица) пласирала се на Олимпијске игре као победник Европског првенства 2015. у Француској.[10]

Састав репрезентације
| Бр | Име                      | Висина | Позиција      | Годиште | Клуб                     |
| -- | ------------------------ | ------ | ------------- | ------- | ------------------------ |
| 4  | Тамара Радочај           | 170 м  | плеј          | 1987.   | УНИ Ђер                  |
| 5  | Соња Петровић            | 180 м  | крилни центар | 1989.   | Финикс Меркјури          |
| 6  | Саша Чађо                | 178 м  | бек           | 1989.   | ЖКК Истанбул универзитет |
| 7  | Сара Крњић               | 193 м  | центар        | 1991.   | ЖКК Шопрон               |
| 8  | Невена Јовановић         | 179 м  | бек           | 1990.   | Пећ Печуј                |
| 9  | Јелена Миловановић       | 190 м  | крилни центар | 1989.   | ЖКК Авенида              |
| 10 | Дајана Бутулија          | 175 м  | бек           | 1986.   | Лион баскет              |
| 11 | Александра Црвендакић    | 187 м  | крилни центар | 1996.   | ЖКК Шопрон               |
| 12 | Драгана Станковић        | 195 м  | центар        | 1995.   | Пећ Печуј                |
| 13 | Милица Дабовић (капитен) | 175 м  | бек           | 1982.   | Лион баскет              |
| 14 | Ана Дабовић              | 183 м  | бек           | 1989.   | Лос Анђелес спаркс       |
| 15 | Данијела Пејџ            | 188 м  | крилни центар | 1986.   | ЖКК Бурж                 |

Селектор: Марина Маљковић 
Групна фаза
| 7. август 2016. 14:15 | Извештај | Србија                                                              | 59 : 65 | Шпанија                              | Деодоро арена, Рио де Жанеиро Гледаоци: 2,654 Судије: Роберто Васкез , Наталија Куељо , Пјотр Пастушак |  |
| 7. август 2016. 14:15 | Извештај | Четвртине: 18–19, 13–12, 13–15, 15–19                               |         |                                      | Деодоро арена, Рио де Жанеиро Гледаоци: 2,654 Судије: Роберто Васкез , Наталија Куељо , Пјотр Пастушак |  |
| 7. август 2016. 14:15 | Извештај | Поени: Миловановић 17 Скокови: Петровић 8 Асистенције: А. Дабовић 4 |         | Ксаргај 15 Ендоур 12 Палау, Торенс 5 | Деодоро арена, Рио де Жанеиро Гледаоци: 2,654 Судије: Роберто Васкез , Наталија Куељо , Пјотр Пастушак |  |

| 8. август 2016. 14:15 | Извештај | Канада                                                                 | 71 : 67 | Србија                             | Деодоро арена, Рио де Жанеиро Гледаоци: 2,377 Судије: Роберт Лотемоса , Воган Мејбери , Ханг Ин-те |  |
| 8. август 2016. 14:15 | Извештај | Четвртине: 21–21, 11–19, 13–17, 26–10                                  |         |                                    | Деодоро арена, Рио де Жанеиро Гледаоци: 2,377 Судије: Роберт Лотемоса , Воган Мејбери , Ханг Ин-те |  |
| 8. август 2016. 14:15 | Извештај | Поени: Нурс 25 Скокови: Рејнкук-Екунве 9 Асистенције: Ланголис, Нурс 5 |         | Миловановић 19 Пејџ 6 А. Дабовић 5 | Деодоро арена, Рио де Жанеиро Гледаоци: 2,377 Судије: Роберт Лотемоса , Воган Мејбери , Ханг Ин-те |  |

| 10. август 2016. 15:30 | Извештај | Сједињене Државе                                          | 110 : 84 | Србија                                              | Деодоро арена, Рио де Жанеиро Гледаоци: 2,490 Судије: Пјотр Пастушак , Скот Бејкер , Надеж Зузу |  |
| 10. август 2016. 15:30 | Извештај | Четвртине: 31–21, 25–13, 28–27, 26–23                     |          |                                                     | Деодоро арена, Рио де Жанеиро Гледаоци: 2,490 Судије: Пјотр Пастушак , Скот Бејкер , Надеж Зузу |  |
| 10. август 2016. 15:30 | Извештај | Поени: Таурази 25 Скокови: Чарлс 8 Асистенције: Таурази 6 |          | три играча 15 А. Дабовић 5 А. Дабовић, М. Дабовић 4 | Деодоро арена, Рио де Жанеиро Гледаоци: 2,490 Судије: Пјотр Пастушак , Скот Бејкер , Надеж Зузу |  |

| 12. август 2016. 12:15 | Извештај | Србија                                                                 | 80 : 72 | Кина                               | Деодоро арена, Рио де Жанеиро Гледаоци: 2,219 Судије: Христос Христодулу , Наталија Куељо , Надеж Зузу |  |
| 12. август 2016. 12:15 | Извештај | Четвртине: 24–14, 16–20, 26–9, 14–29                                   |         |                                    | Деодоро арена, Рио де Жанеиро Гледаоци: 2,219 Судије: Христос Христодулу , Наталија Куељо , Надеж Зузу |  |
| 12. август 2016. 12:15 | Извештај | Поени: А. Дабовић 23 Скокови: Пејџ, Петровић 8 Асистенције: Петровић 6 |         | Сун Менгран 16 Ханг 7 три играча 3 | Деодоро арена, Рио де Жанеиро Гледаоци: 2,219 Судије: Христос Христодулу , Наталија Куељо , Надеж Зузу |  |

| 14. август 2016. 15:30 | Извештај | Сенегал                                                | 88 : 95 | Србија                          | Деодоро арена, Рио де Жанеиро Гледаоци: 3,113 Судије: Еди Вјато , Пјотр Пастушак , Ханг Ин-те |  |
| 14. август 2016. 15:30 | Извештај | Четвртине: 15–27, 28–28, 23–21, 22–19                  |         |                                 | Деодоро арена, Рио де Жанеиро Гледаоци: 3,113 Судије: Еди Вјато , Пјотр Пастушак , Ханг Ин-те |  |
| 14. август 2016. 15:30 | Извештај | Поени: Траоре 30 Скокови: Траоре 8 Асистенције: Дјуф 8 |         | Петровић 20 Пејџ 8 А. Дабовић 8 | Деодоро арена, Рио де Жанеиро Гледаоци: 3,113 Судије: Еди Вјато , Пјотр Пастушак , Ханг Ин-те |  |

| Репрезентација | Ут | Поб | Изг | К+  | К-  | КР   | Б  |
| -------------- | -- | --- | --- | --- | --- | ---- | -- |
| САД            | 5  | 5   | 0   | 520 | 316 | +204 | 10 |
| Шпанија        | 5  | 4   | 1   | 387 | 333 | +54  | 9  |
| Канада         | 5  | 3   | 2   | 340 | 347 | -7   | 8  |
| Србија         | 5  | 2   | 3   | 385 | 406 | -21  | 7  |
| Кина           | 5  | 1   | 4   | 371 | 428 | -57  | 6  |
| Сенегал        | 5  | 0   | 5   | 309 | 482 | -173 | 5  |

### Четвртфинале
| 16. август 2016. 11:00 | Извештај | Србија                                                                | 73 : 71 | Аустралија                   | Кариока арена 1, Рио де Жанеиро Гледаоци: 5,630 Судије: Еди Вјато , Карен Ласујк , Наталија Куељо |  |
| 16. август 2016. 11:00 | Извештај | Четвртине: 20–20, 15–17, 16–15, 22–19                                 |         |                              | Кариока арена 1, Рио де Жанеиро Гледаоци: 5,630 Судије: Еди Вјато , Карен Ласујк , Наталија Куељо |  |
| 16. август 2016. 11:00 | Извештај | Поени: А. Дабовић 24 Скокови: четири играча 4 Асистенције: Петровић 5 |         | Кембеџ 29 Кембеџ 11 Тејлор 9 | Кариока арена 1, Рио де Жанеиро Гледаоци: 5,630 Судије: Еди Вјато , Карен Ласујк , Наталија Куељо |  |

### Полуфинале
| 18. август 2016. 15:00 | Извештај | Шпанија                                                          | 68 : 54 | Србија                                        | Кариока арена 1, Рио де Жанеиро Гледаоци: 8,818 Судије: Дамир Јавор , Скот Бејкер , Ан Панта |  |
| 18. август 2016. 15:00 | Извештај | Четвртине: 20–9, 13–19, 20–10, 15–16                             |         |                                               | Кариока арена 1, Рио де Жанеиро Гледаоци: 8,818 Судије: Дамир Јавор , Скот Бејкер , Ан Панта |  |
| 18. август 2016. 15:00 | Извештај | Поени: Ендоур, Торенс 14 Скокови: Николс 12 Асистенције: Палау 7 |         | Чађо, Петровић 12 Пејџ, Петровић 7 Бутулија 3 | Кариока арена 1, Рио де Жанеиро Гледаоци: 8,818 Судије: Дамир Јавор , Скот Бејкер , Ан Панта |  |

### Утакмица за треће место
| 20. август 2016. 11:30 | Извештај | Србија                                                          | 70 : 63 | Француска                  | Кариока арена 1, Рио де Жанеиро Гледаоци: 9,039 Судије: Карлос Перуха , Ан Панта , Наталија Куељо |  |
| 20. август 2016. 11:30 | Извештај | Четвртине: 18–10, 9–17, 28–15, 15–21                            |         |                            | Кариока арена 1, Рио де Жанеиро Гледаоци: 9,039 Судије: Карлос Перуха , Ан Панта , Наталија Куељо |  |
| 20. август 2016. 11:30 | Извештај | Поени: Миловановић 18 Скокови: Пејџ 8 Асистенције: А. Дабовић 5 |         | Мијем 18 Јакубу 10 Епупа 5 | Кариока арена 1, Рио де Жанеиро Гледаоци: 9,039 Судије: Карлос Перуха , Ан Панта , Наталија Куељо |  |

## Одбојка

### Жене
- Женска одбојкашка репрезентација Србије (12 играчица) квалификовала се на Олимпијске игре захваљујући пласману у финале на Светском купу 2015. у Јапану.[12]

Састав репрезентације
| №  | Име                      | Поз.           | Висина | Датум рођења      | Клуб у 2016.          |
| -- | ------------------------ | -------------- | ------ | ----------------- | --------------------- |
| 2  | Бианка Буша              | примач сервиса | 1,87 м | 25. јул 1994.     | Тарговиште            |
| 3  | Јована Бракочевић        | коректор       | 1,96 м | 5. март 1988.     | Вакифбанк Истанбул    |
| 4  | Бојана Живковић          | техничар       | 1,86 м | 29. март 1988.    | Волеро Цирих          |
| 5  | Тијана Малешевић         | примач сервиса | 1,85 м | 18. март 1991.    | Новара                |
| 7  | Бранкица Михајловић      | примач сервиса | 1,90 м | 13. април 1991.   | Фенербахче            |
| 9  | Маја Огњеновић (капитен) | техничар       | 1,83 м | 6. август 1984.   | Нордмеканика Пјаченца |
| 10 | Стефана Вељковић         | средњи блокер  | 1,90 м | 9. јануар 1990.   | Хемик Полице          |
| 11 | Јелена Николић           | примач сервиса | 1,94 м | 13. април 1982.   | Бурса Бујукшехир      |
| 16 | Јована Стевановић        | средњи блокер  | 1,92 м | 30. јун 1992.     | Поми Касалмађиоре     |
| 18 | Милена Рашић             | средњи блокер  | 1,91 м | 25. октобар 1990. | Вакифбанк Истанбул    |
| 19 | Силвија Поповић          | либеро         | 1,78 м | 5. март 1986.     | Волеро Цирих          |
| 20 | Тијана Бошковић          | коректор       | 1,93 м | 8. март 1997.     | Езацибаши Истанбул    |

Селектор: Зоран Терзић
6. август, 2016.
Извештај
| 22:35   |       |        |                     |                              |
| Италија | 0 : 3 | Србија | 25:27, 20:25, 23:25 | Мараканазињо, Рио де Жанеиро |

8. август, 2016.
Извештај
| 17:05     |       |        |                     |                              |
| Порторико | 0 : 3 | Србија | 27:29, 18:25, 20:25 | Мараканазињо, Рио де Жанеиро |

10. август, 2016.
Извештај
| 15:00            |       |        |                            |                              |
| Сједињене Државе | 3 : 1 | Србија | 25:17, 21:25, 25:18, 25:19 | Мараканазињо, Рио де Жанеиро |

12. август, 2016.
Извештај
| 09:30  |       |      |                     |                              |
| Србија | 3 : 0 | Кина | 25:19, 25:19, 25:22 | Мараканазињо, Рио де Жанеиро |

14. август, 2016.
Извештај
| 09:30  |       |           |                                  |                              |
| Србија | 2 : 3 | Холандија | 22:25, 20:25, 25:22, 25:18, 8:15 | Мараканазињо, Рио де Жанеиро |

| Бр | Репрезентација | Утакмице | Утакмице | Утакмице | Сетови | Сетови   | Сетови       | Поени      | Поени      | Поени         | Бодови |
| Бр | Репрезентација | играли   | добили   | изгубили | добили | изгубили | Сет Количник | пос. поени | изг. поени | Поен количник | Бодови |
| -- | -------------- | -------- | -------- | -------- | ------ | -------- | ------------ | ---------- | ---------- | ------------- | ------ |
| 1  | САД            | 5        | 5        | 0        | 15     | 5        | 3,000        | 470        | 400        | 1,175         | 14     |
| 2  | Холандија      | 5        | 4        | 1        | 14     | 7        | 2,000        | 455        | 425        | 1,070         | 11     |
| 3  | Србија         | 5        | 3        | 2        | 12     | 6        | 2,000        | 410        | 394        | 1,041         | 10     |
| 4  | Кина           | 5        | 2        | 3        | 9      | 9        | 1,000        | 398        | 389        | 1,023         | 7      |
| 5  | Италија        | 5        | 1        | 4        | 4      | 12       | 0,333        | 351        | 374        | 0,939         | 3      |
| 6  | Порторико      | 5        | 0        | 5        | 0      | 15       | 0,000        | 277        | 379        | 0,731         | 0      |

### Четвртфинале
16. август, 2016.
Извештај
| 18:00  |       |        |                    |                              |
| Србија | 3 : 0 | Русија | 25-9, 25-22, 25-21 | Мараканазињо, Рио де Жанеиро |

### Полуфинале
18. август, 2016.
Извештај
| 13:00  |       |                  |                                          |                              |
| Србија | 3 : 2 | Сједињене Државе | 22-25, 25-17, 25-21, 25-21, 16-25, 15-13 | Мараканазињо, Рио де Жанеиро |

### Финале
20. август, 2016.
Извештај
| 22:15 |       |        |                            |                              |
| Кина  | 3 : 1 | Србија | 19-25, 25-17, 25-22, 25-23 | Мараканазињо, Рио де Жанеиро |

## Пливање
Мушкарци
| Такмичар            | Дисциплина     | Група   | Група   | Полуфинале       | Полуфинале       | Финале           | Финале           |
| Такмичар            | Дисциплина     | Време   | Пласман | Време            | Пласман          | Време            | Пласман          |
| ------------------- | -------------- | ------- | ------- | ---------------- | ---------------- | ---------------- | ---------------- |
| Чаба Силађи         | 100 м прсно    | 1:00,76 | 26/46   | Није се пласирао | Није се пласирао | Није се пласирао | Није се пласирао |
| Велимир Стјепановић | 100 м слободно | 49.24   | 32/59   | Није се пласирао | Није се пласирао | Није се пласирао | Није се пласирао |
| Велимир Стјепановић | 200 м слободно | 1:46,64 | 10/47   | 1:47,28          | 7                | Није се пласирао | Није се пласирао |
| Велимир Стјепановић | 400 м слободно | 3:46,78 | 14/50   | Н/Д              | Н/Д              | Није се пласирао | Није се пласирао |

Жене
| Такмичарка         | Дисциплина     | Група   | Група   | Полуфинале        | Полуфинале        | Финале            | Финале            |
| Такмичарка         | Дисциплина     | Време   | Пласман | Време             | Пласман           | Време             | Пласман           |
| ------------------ | -------------- | ------- | ------- | ----------------- | ----------------- | ----------------- | ----------------- |
| Ања Цревар         | 200 м мешовито | 2:15,33 | 27/39   | Није се пласирала | Није се пласирала | Није се пласирала | Није се пласирала |
| Ања Цревар         | 400 м мешовито | 4:43,19 | 20/33   | Н/Д               | Н/Д               | Није се пласирала | Није се пласирала |
| Катарина Симоновић | 200 м слободно | 2:00,06 | 30/42   | Није се пласирала | Није се пласирала | Није се пласирала | Није се пласирала |
| Катарина Симоновић | 400 м слободно | 4:15,57 | 23/32   | Н/Д               | Н/Д               | Није се пласирала | Није се пласирала |

## Рвање
Давор Штефанек квалификовао се освајањем бронзане медаље на Светском првенству 2015. у Лас Вегасу, док су Кристијан Фрис и Виктор Немеш обезбедили пласман уласком у финале Европског квалификационог турнира који је одржан у Зрењанину.
Грчко-римски стил
| Рвач           | Категорија | Квалификације      | Осмина финала         | Четвртфинале       | Полуфинале           | Репесаж 1          | Репесаж 2           | Финале / БМ           | Финале / БМ |
| Рвач           | Категорија | Противник Резултат | Противник Резултат    | Противник Резултат | Противник Резултат   | Противник Резултат | Противник Резултат  | Противник Резултат    | Пласман     |
| -------------- | ---------- | ------------------ | --------------------- | ------------------ | -------------------- | ------------------ | ------------------- | --------------------- | ----------- |
| Кристијан Фрис | до 59 кг   |                    | Е. Тасмурадов ПОР 1:3 | Није се пласирао   | Није се пласирао     | Није се пласирао   | Није се пласирао    | Није се пласирао      | 13.         |
| Давор Штефанек | до 66 кг   |                    | Т. Иноуе ПОБ 4:0      | Ф, Штеблер ПОБ 3:1 | Ш. Болквадзе ПОБ 5:0 |                    |                     | М. Арутјунјан ПОБ 3:1 |             |
| Виктор Немеш   | до 75 кг   |                    | Д. Турдиев ПОБ 3:1    | М. Мадсен ПОР 0:3  | Није се пласирао     |                    | С. Абдевали ПОР 1:3 | Није се пласирао      | 8.          |

## Стони тенис
Србија је добила једну учесничку квоту на основу прерасподеле квота.
Мушкарци
| Такмичар               | Дисциплина  | Квал.              | 1. коло             | 2. коло            | 3. коло            | 4. коло            | Четвртфин.       | Полуфин.         | Финале           | Детаљи                                    |
| Такмичар               | Дисциплина  | Противник Резултат | Противник Резултат  | Противник Резултат | Противник Резултат | Противник Резултат | Прот. Рез.       | Прот. Рез.       | Прот. Рез.       | Детаљи                                    |
| ---------------------- | ----------- | ------------------ | ------------------- | ------------------ | ------------------ | ------------------ | ---------------- | ---------------- | ---------------- | ----------------------------------------- |
| Александар Каракашевић | Појединачно | К. Јан Поб 4:2     | П. Дринкхол Пор 1:4 | Није се пласирао   | Није се пласирао   | Није се пласирао   | Није се пласирао | Није се пласирао | Није се пласирао | Архивирано на веб-сајту (27. август 2016) |

## Стрељаштво
Србија има загарантованих девет учесничких квота у стрељачким такмичењима.
Мушкарци
| Стрелац            | Дисциплина            | Квалификације | Квалификације | Финале           | Финале           |
| Стрелац            | Дисциплина            | Резултат      | Пласман       | Резултат         | Пласман          |
| ------------------ | --------------------- | ------------- | ------------- | ---------------- | ---------------- |
| Димитрије Гргић    | ваздушни пиштољ 10 м  | 597           | 9/46          | Није се пласирао | Није се пласирао |
| Димитрије Гргић    | мк пиштољ 50 м        | 552           | 16/41         | Није се пласирао | Није се пласирао |
| Дамир Микец        | ваздушни пиштољ 10 м  | 575           | 25/46         | Није се пласирао | Није се пласирао |
| Дамир Микец        | мк пиштољ 50 м        | 551           | 18/41         | Није се пласирао | Није се пласирао |
| Стеван Плетикосић  | ваздушна пушка 50 м   | 621,6         | 21/47         | Није се пласирао | Није се пласирао |
| Стеван Плетикосић  | мк пушка тростав 50 м | 1168          | 25/44         | Није се пласирао | Није се пласирао |
| Миленко Себић      | ваздушна пушка 10 м   | 620           | 33/50         | Није се пласирао | Није се пласирао |
| Миленко Себић      | мк пушка тростав 50 м | 620,4         | 34/47         | Није се пласирао | Није се пласирао |
| Миленко Себић      | ваздушна пушка 50 м   | 1172          | 11/44         | Није се пласирао | Није се пласирао |
| Милутин Стефановић | ваздушна пушка 10 м   | 624,3         | 12/50         | Није се пласирао | Није се пласирао |

Жене
| Стрелкиња                | Дисциплина            | Квалификације | Квалификације | Полуфинале        | Полуфинале        | Финале            | Финале            |                   |                   |
| Стрелкиња                | Дисциплина            | Резултат      | Пласман       | Резултат          | Пласман           | Резултат          | Пласман           |                   |                   |
| ------------------------ | --------------------- | ------------- | ------------- | ----------------- | ----------------- | ----------------- | ----------------- | ----------------- | ----------------- |
| Андреа Арсовић           | ваздушна пушка 10 м   | 413,5         | 26/51         | Н/Д               | Н/Д               | Није се пласирала | Није се пласирала |                   |                   |
| Андреа Арсовић           | мк пушка тростав 50 м | 573           | 28/37         | Н/Д               | Н/Д               | Није се пласирала | Није се пласирала | Није се пласирала | Није се пласирала |
| Ивана Анђушић Максимовић | ваздушна пушка 10 м   | 415,4         | 12/51         | Н/Д               | Н/Д               | Није се пласирала | Није се пласирала |                   |                   |
| Ивана Анђушић Максимовић | мк пушка тростав 50 м | 578           | 19/37         | Н/Д               | Н/Д               | Није се пласирала | Није се пласирала |                   |                   |
| Зорана Аруновић          | ваздушни пиштољ 10 м  | 382           | 11/44         | Н/Д               | Н/Д               | Није се пласирала | Није се пласирала |                   |                   |
| Зорана Аруновић          | МК пиштољ 25 м        | 576           | 19/39         | Није се пласирала | Није се пласирала | Није се пласирала | Није се пласирала |                   |                   |
| Бобана Величковић        | ваздушни пиштољ 10 м  | 385           | 6/44          | Н/Д               | Н/Д               | 96,4              | 7.                |                   |                   |
| Бобана Величковић        | МК пиштољ 25 м        | 576           | 21/39         | Није се пласирала | Није се пласирала | Није се пласирала | Није се пласирала |                   |                   |

## Теквондо
Србију у теквандоу представљају две такмичарке. Милица Мандић је место у олимпијском тиму обезбедила на основу пласмана на олимпијској ранг листи Светске теквондо федерације одакле се као једна од 6 најбоље пласираних такмичарки у својој категорији аутоматски квалификовала за Игре. 
Тијана Богдановић квалификовала се преко Европског квалификационог турнира у Истанбулу пласманом у финале своје тежинске категорије.
| Такмичарка        | Дисциплина  | Осмина финала        | Четвртфинале        | Полуфинале            | Репесаж             | Борба за бронзу     | Финале              | Финале            |                   |
| Такмичарка        | Дисциплина  | Противница Резултат  | Противница Резултат | Противница Резултат   | Противница Резултат | Противница Резултат | Противница Резултат | Пласман           |                   |
| ----------------- | ----------- | -------------------- | ------------------- | --------------------- | ------------------- | ------------------- | ------------------- | ----------------- | ----------------- |
| Тијана Богдановић | до 49 кг    | П. Абакарова ПОБ 3:2 | Ђ. Ву ПОБ 17:7      | АИМ Бастидаз ПОБ 10:0 |                     |                     | С. Ким              |                   |                   |
| Милица Мандић     | преко 67 кг | Т. Скар ПОБ 8:2      | Б. Вокден ИЗГ 0:5   | Није се пласирала     | Није се пласирала   | Није се пласирала   | Није се пласирала   | Није се пласирала | Није се пласирала |

## Тенис
Мушкарци
| Тенисер                     | Дисциплина  | Прво коло                  | Друго коло               | Треће коло         | Четвртфинала       | Полуфинала         | Финала / БМ        | Финала / БМ       |
| Тенисер                     | Дисциплина  | Противник Резултат         | Противник Резултат       | Противник Резултат | Противник Резултат | Противник Резултат | Противник Резултат | Плас              |
| --------------------------- | ----------- | -------------------------- | ------------------------ | ------------------ | ------------------ | ------------------ | ------------------ | ----------------- |
| Новак Ђоковић               | Појeдиначно | Дел Потро Пор 6:7, 6:7     | Није се пласирао         | Није се пласирао   | Није се пласирао   | Није се пласирао   | Није се пласирао   | Није се пласирао  |
| Виктор Троицки              | Појeдиначно | Е. Мари Пор 3:6, 2:6       | Није се пласирао         | Није се пласирао   | Није се пласирао   | Није се пласирао   | Није се пласирао   | Није се пласирао  |
| Новак Ђоковић Ненад Зимоњић | Парови      | Чилић/Драгања Поб 6:2, 6:2 | Мело/Соареш Пор 4:6, 4:6 | Нису се пласирали  | Нису се пласирали  | Нису се пласирали  | Нису се пласирали  | Нису се пласирали |

Жене
| Тенисерка                         | Дисциплина  | Прво коло                       | Друго коло         | Треће коло         | Четвртфинала       | Полуфинала         | Финала / БМ        | Финала / БМ       |                   |
| Тенисерка                         | Дисциплина  | Противник Резултат              | Противник Резултат | Противник Резултат | Противник Резултат | Противник Резултат | Противник Резултат | Плас              |                   |
| --------------------------------- | ----------- | ------------------------------- | ------------------ | ------------------ | ------------------ | ------------------ | ------------------ | ----------------- | ----------------- |
| Јелена Јанковић                   | Појединачно | Г. Мугуруза Предаја             | Није се пласирала  | Није се пласирала  | Није се пласирала  | Није се пласирала  | Није се пласирала  | Није се пласирала |                   |
| Ана Ивановић                      | Појединачно | Суарез Наваро Пор 6:2, 1:6, 2:6 | Није се пласирала  | Није се пласирала  | Није се пласирала  | Није се пласирала  | Није се пласирала  | Није се пласирала |                   |
| Александра Крунић                 | Појединачно | К. Младеновић Пор 1:6, 4:6      | Није се пласирала  | Није се пласирала  | Није се пласирала  | Није се пласирала  | Није се пласирала  | Није се пласирала |                   |
| Јелена Јанковић Александра Крунић | Парови      | Вотсон/Конта Пор 2:6, 1:6       | Нису се пласирале  | Нису се пласирале  | Нису се пласирале  | Нису се пласирале  | Нису се пласирале  | Нису се пласирале | Нису се пласирале |

## Џудо
| Џудиста          | Дисциплина | 1. коло            | 1/8 финала         | 1/4 финала         | Полуфинале         | Финале             | Репесаж 1          | Репесаже 1/4 финале | Репесаж полуфинале | Борба за бронзу    | Поз.             |
| Џудиста          | Дисциплина | Противник Резултат | Противник Резултат | Противник Резултат | Противник Резултат | Противник Резултат | Противник Резултат | Противник Резултат  | Противник Резултат | Противник Резултат | Поз.             |
| ---------------- | ---------- | ------------------ | ------------------ | ------------------ | ------------------ | ------------------ | ------------------ | ------------------- | ------------------ | ------------------ | ---------------- |
| Александар Кукољ | − 90 кг    | Слободан           | Жганк Поб          | Бејкер Изг         | Није се пласирао   | Није се пласирао   | Није се пласирао   | Није се пласирао    | Није се пласирао   | Није се пласирао   | Није се пласирао |

## Дизање тегова
Након 20 година, један дизач тегова из Србије је дошао до олимпијске квоте. Неколико националних савеза је било суспендовано због умешаности у допинг афере, а након суспензије руских такмичара је Светска федерација у дизању тегова доделила квоте другим земљама и Србија је била једна од њих, на основу резултата Тамаша Кајдочија. Ипак, Олимпијски комитет Србије није прихватио позив и тиме омогућио Кајдочију да дебитује на Олимпијским играма. Према речима Дамира Штајнера, извршног директора ОКС-а, извршни одбор је пре почетка квалификација у свим спортовима донео одлуку да не прихвата Б норме, нити релокације олимпијских виза.